# Мано Негра
„Мано Негра“ (на френски: Mano Negra) е френска рок група, съществувала от 1987 до 1995 г. Групата смесва музика от различни жанрове като рок, латино музика и пънк.

## История
Групата е създадена през 1987 г. от Ману, брат му Антоан и братовчед им Сантиаго. Родителите на Ману и Антоан са испанци, които се преместват да живеят в Париж, за да избягат от фашистката диктатурата на Франсиско Франко в Испания. Името на групата произлиза от името на нелегална анархистка организация – La Mano Negra („Черната ръка“), съществувала в Испания в края на 19 век.

## Дискография
- 1988 – Patchanka
- 1989 – Puta’s Fever
- 1991 – King of Bongo
- 1991 – Amerika Perdida
- 1992 – In The Hell of Patchinko
- 1994 – Casa Babylon
- 1994 – Bande Originale du Livre
- 1998 – Best Of
- 2001 – Mano Negra Illegal
- 2004 – L’Essentiel